# Brey-et-Maison-du-Bois
Brey-et-Maison-du-Bois är en kommun i departementet Doubs i regionen Bourgogne-Franche-Comté i östra Frankrike. Kommunen ligger i kantonen Mouthe som tillhör arrondissementet Pontarlier. År 2022 hade Brey-et-Maison-du-Bois 179 invånare.

## Befolkningsutveckling
Antalet invånare i kommunen Brey-et-Maison-du-Bois
Referens:INSEE